# Ушанев, Сергей Михайлович
Серге́й Миха́йлович Ушанёв (14 октября 1922, Успенское — 27 ноября 1989, Нальчик) — командир взвода 337-го гвардейского стрелкового Ярославского полка (121-я гвардейская стрелковая Гомельская Краснознамённая ордена Суворова дивизия, 13-я армия, 1-й Украинский фронт), гвардии лейтенант. Герой Советского Союза.

## Биография
Родился 14 октября 1922 года в селе Успенское, ныне Успенского района Краснодарского края. Работал трактористом Котляревского птицесовхоза Майского района.
Призван в армию в ноябре 1941 года. В действующей армии с октября 1942 года на Закавказском фронте. Участвовал в оборонительных боях в районе перевала Донгуз-Орун Главного Кавказского хребта юго-восточнее горы Эльбрус. В дальнейшем сражался на различных фронтах, был четырежды ранен.
Указом Президиума Верховного Совета СССР от 10 апреля 1945 года за мужество и героизм, проявленные при форсировании реки Одер и в боях на захваченном плацдарме, Ушаневу Сергею Михайловичу присвоено звание Героя Советского Союза с вручением ордена Ленина и медали «Золотая Звезда».
С 1945 года в запасе. Жил в городе Нальчик. Скончался в 1989 году.